# Архімедове тіло
В геометрії архімедове тіло (архімедів многогранник) — це високо симетричний напівправильний опуклий многогранник, гранями якого є два або більше типів правильних многокутників, що примикають до ідентичних вершин. Вони відрізняються від платонових тіл (правильних многогранників), які складаються тільки з одного типу многокутників в однакових вершинах, і від многогранників Джонсона, правильні многокутні грані яких належать різним типам вершин.
Тут поняття «ідентичні вершини» означає, що для будь-яких двох вершин існує ізометрія всього тіла, яка переводить одну вершину в іншу. Іноді тільки потрібно, щоб грані, прилеглі до однієї вершини, були ізометричними граням при іншій вершині. Ця різниця в термінах визначає, вважається подовжений квадратний гіробікупол (псевдоромбокубооктаедр) архімедовим тілом чи многогранником Джонсона — це єдиний опуклий многогранник, в якому многокутні межі примикають до вершини однаковим способом у кожній вершині, але многогранник не має глобальної симетрії, яка б переводила будь-яку вершину в будь-яку іншу. Ґрунтуючись на існуванні псевдоромбокубооктаедра, Ґрюнбаум запропонував термінологічну відмінність, у якій архімедове тіло визначається як таке, що має одну і ту ж вершинну фігуру в кожній вершині (включно з подовженим квадратним гіробікуполом), тоді як однорідний многогранник визначається як тіло, у якого будь-яка вершина симетрична будь-який інший (що виключає гіробікупол).
Призми і антипризми, групами симетрій яких є діедричні групи, як правило, не вважаються архімедовим тілами, незважаючи на те, що вони підпадають під визначення, дане вище. З цим обмеженням існує тільки скінченне число архімедових тіл. Всі тіла, крім подовженого квадратного гіробікупола, можна отримати побудовами Вітгоффа з платонових тіл за допомогою тетраедричної, октаедричної і ікосаедричної симетрій.

## Походження назви
Архімедові тіла отримали назву на честь Архімеда, який обговорював їх у нині втраченій роботі. Папп посилається на цю роботу і стверджує, що Архімед перелічив 13 многогранників. За часів Відродження художники і математики цінували чисті форми і перевідкрити їх усі. Ці дослідження були майже повністю закінчені близько 1620 року Йоганном Кеплером, який визначив поняття призм, антипризм і неопуклих тіл, відомих як тіла Кеплера - Пуансо.
Кеплер, можливо, знайшов також подовжений квадратний гіробікупол (псевдоромбоікосаедр) — щонайменше, він стверджував, що є 14 архімедових тіл. Однак його опубліковані переліки включають тільки 13 однорідних многогранників, і перше ясне твердження про існування псевдоромбоікосаедра зробив 1905 року Дункан Соммервіль.

## Класифікація
Існує 13 архімедових тіл (не рахуючи подовженого квадратного гіробікупола; 15, якщо враховувати дзеркальні відображення двох енантіоморфів, які нижче перелічені окремо).
Тут вершинна конфігурація відноситься до типів правильних многокутників, які примикають до вершини. Наприклад, вершинна конфігурація (4,6,8) означає, що квадрат, шестикутник і восьмикутник зустрічаються у вершині (порядок переліку береться за годинниковою стрілкою відносно вершини).
| Назва (альтернативна назва)                     | Шлефлі Коксетер          | Прозорий    | Непрозорий | Розгортка | Вершинна фігура | Граней | Граней                                          | Ребер | Вершин | Об'єм (за одинич- ного ребра) | Група точок |
| ----------------------------------------------- | ------------------------ | ----------- | ---------- | --------- | --------------- | ------ | ----------------------------------------------- | ----- | ------ | ----------------------------- | ----------- |
| Зрізаний тетраедр                               | {3,3} ·                  | (Обертання) |            |           | 3.6.6           | 8      | 4 трикутники 4 шестикутники                     | 18    | 12     | 2.710576                      | Td          |
| Кубооктаедр (ромботетраедр)                     | r{4,3} або rr{3,3} · або | (Обертання) |            |           | 3.4.3.4         | 14     | 8 трикутників 6 квадратів                       | 24    | 12     | 2.357023                      | Oh          |
| Зрізаний куб                                    | t{4,3} ·                 | (Обертання) |            |           | 3.8.8           | 14     | 8 трикутників 6 восьмикутників                  | 36    | 24     | 13.599663                     | Oh          |
| Зрізаний октаедр (зрізаний тетратераедр)        | t{3,4} або tr{3,3} · або | (Обертання) |            |           | 4.6.6           | 14     | 6 квадратів 8 шестикутників                     | 36    | 24     | 11.313709                     | Oh          |
| Ромбокубооктаедр (малий ромбокубооктаедр)       | rr{4,3} ·                | (Обертання) |            |           | 3.4.4.4         | 26     | 8 трикутників 18 квадратів                      | 48    | 24     | 8.714045                      | Oh          |
| Зрізаний кубооктаедр (великий ромбокубооктаедр) | tr{4,3} ·                | (Обертання) |            |           | 4.6.8           | 26     | 12 квадратів 8 шестикутників 6 восьмикутників   | 72    | 48     | 41.798990                     | Oh          |
| Кирпатий куб (кирпатий кубоктаедр)              | sr{4,3} ·                | (Обертання) |            |           | 3.3.3.3.4       | 38     | 32 трикутники 6 квадратів                       | 60    | 24     | 7.889295                      | O           |
| Ікосододекаедр                                  | r{5,3} ·                 | (Обертання) |            |           | 3.5.3.5         | 32     | 20 трикутників 12 п'ятикутників                 | 60    | 30     | 13.835526                     | Ih          |
| Зрізаний додекаедр                              | t{5,3} ·                 | (Обертання) |            |           | 3.10.10         | 32     | 20 трикутників 12 десятикутників                | 90    | 60     | 85.039665                     | Ih          |
| Зрізаний ікосаедр                               | t{3,5} ·                 | (Обертання) |            |           | 5.6.6           | 32     | 12 п'ятикутників 20 шестикутників               | 90    | 60     | 55.287731                     | Ih          |
| Ромбоікосододекаедр (малий ромбоікосододекаедр) | rr{5,3} ·                | (Обертання) |            |           | 3.4.5.4         | 62     | 20 трикутників 30 квадратів 12 п'ятикутників    | 120   | 60     | 41.615324                     | Ih          |
| Ромбозрізаний ікосододекаедр                    | tr{5,3} ·                | (Обертання) |            |           | 4.6.10          | 62     | 30 квадратів 20 шестикутників 12 десятикутників | 180   | 120    | 206.803399                    | Ih          |
| Кирпатий додекаедр (кирпатий ікосододекаедр)    | sr{5,3} ·                | (Обертання) |            |           | 3.3.3.3.5       | 92     | 80 трикутників 12 п'ятикутників                 | 150   | 60     | 37.616650                     | I           |

Деякі визначення напівправильних многогранників включають ще одне тіло — подовжений квадратний гіробікупол або «псевдоромбокубооктаедр».

## Властивості
Число вершин дорівнює відношенню 720° до кутового дефекту при вершині.
Кубоктаедр і ікосододекаедр є реберно-однорідними і називаються квазіправильними.
Дуальні многогранники архімедових тіл називаються каталановими тілами. Разом з біпірамідами і трапецоедрами вони є гране-однорідними тілами з правильними вершинами.

### Хіральність
Кирпатий куб і кирпатий додекаедр хіральні, оскільки вони з'являються в лівосторонньому і правосторонньому варіантах. Якщо щось має кілька видів, які є тривимірним дзеркальним відображенням один одного, ці форми називають енантіоморфами (ця назва застосовується також для деяких форм хімічних сполук).

## Побудова архімедових тіл

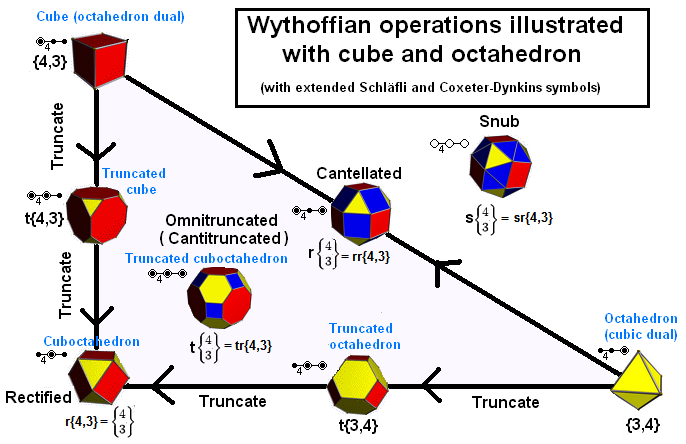
Архімедові тіла можуть бути побудовані за допомогою положення генератора в калейдоскопі

Різні архімедові і платонові тіла можуть бути отримані одне з одного за допомогою декількох операцій. Починаючи з платонових тіл, можна використовувати операцію зрізання кутів. Для збереження симетрії зрізання виконується площиною, перпендикулярною до прямої, що з'єднує кут з центром многокутника. Залежно від того, наскільки глибоко виконується зрізання (див. таблицю нижче), отримаємо різні платонові і архімедові (й інші) тіла. Розширення або скошування здійснюється шляхом руху граней у напрямку від центра (на однакову відстань, щоб зберегти симетрію) і створенням, потім, опуклої оболонки. Розширення з поворотом здійснюється також обертанням граней, це ламає прямокутники, що виникають на місцях ребер, на трикутники. Остання побудова, яке ми тут розглянемо, це зрізання як кутів, так і ребер. Якщо нехтувати масштабування, розширення можна також розглядати як зрізання кутів і ребер, але з певним відношенням між зрізаннями кутів і ребер.
| Симетрія                                  | Симетрія          | Тетраедрична           | Октаедрична          | Октаедрична          | Ікосаедрична                 | Ікосаедрична                 |
| Початкове тіло Операція                   | Символ · {p, q} · | Тетраедр {3,3}         | Куб {4,3}            | Октаедр {3,4}        | Додекаедр {5,3}              | Ікосаедр {3,5}               |
| ----------------------------------------- | ----------------- | ---------------------- | -------------------- | -------------------- | ---------------------------- | ---------------------------- |
| Зрізання (t)                              | t{p, q} ·         | Зрізаний тетраедр      | Зрізаний куб         | Зрізаний октаедр     | Зрізаний додекаедр           | Зрізаний ікосаедр            |
| Повне зрізання (r) Амвон (a)              | r{p, q} ·         | Тетратетраедр          | Кубооктаедр          | Кубооктаедр          | Ікосододекаедр               | Ікосододекаедр               |
| Глибоке зрізання (2t) (dk)                | 2t{p, q} ·        | Зрізаний тетраедр      | Зрізаний октаедр     | Зрізаний куб         | Зрізаний ікосаедр            | Зрізаний додекаедр           |
| Подвійне повне зрізання (2r) Двоїстий (d) | 2r{p, q} ·        | Тетраедр               | Октаедр              | Куб                  | Ікосаедр                     | Додекаедр                    |
| Скошування (rr) Розширення (e)            | rr{p, q} ·        | Кубооктаедр            | Ромбокубооктаедр     | Ромбокубооктаедр     | Ромбоікосододекаедр          | Ромбоікосододекаедр          |
| Кирпате спрямлення (sr) Спрямлення (s)    | sr{p, q} ·        | Кирпатий тетратетраедр | Кирпатий куб         | Кирпатий куб         | Кирпатий ікосододекаедр      | Кирпатий ікосододекаедр      |
| скіс-зрізання (tr) Скошування (b)         | tr{p, q} ·        | Зрізаний октаедр       | Зрізаний кубооктаедр | Зрізаний кубооктаедр | Ромбозрізаний ікосододекаедр | Ромбозрізаний ікосододекаедр |

Зауважимо двоїстість між кубом і октаедром і між додекаедром і ікосаедром. Також, частково внаслідок самодвоїстості тетраедра, тільки одне архімедове тіло має тільки одну тетраедричну симетрію.